# Alabanzas divinas

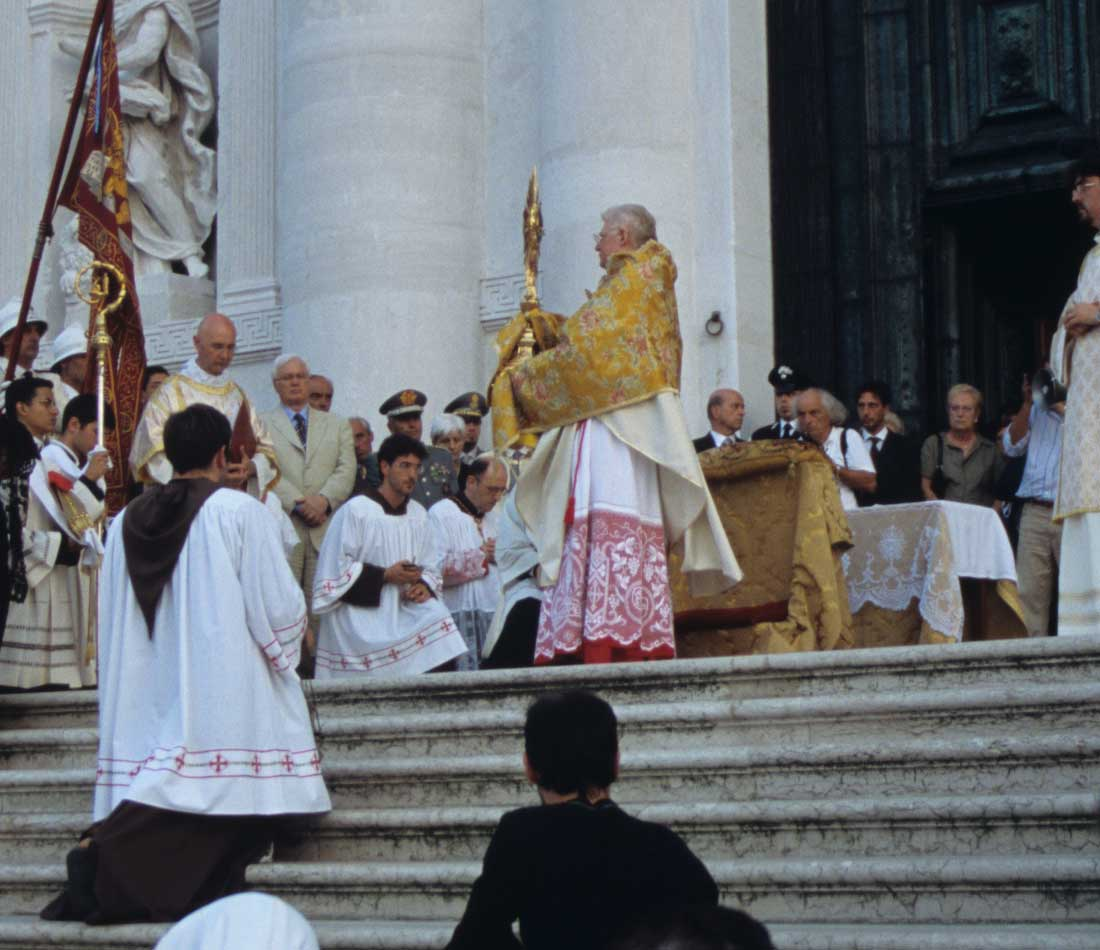
El cardenal Angelo Scola sosteniendo el Santísimo Sacramento en Venecia, el 16 de julio de 2005.

Las Alabanzas Divinas o Laudes Divinae informalmente conocidas como Bendito sea Dios es una  oración expiatoria católica romana del siglo XVIII. Tradicionalmente se recita durante la Bendición del Santísimo Sacramento.  También puede rezarse después de haber oído, visto o proferido inadvertidamente una blasfemia.

## Historia
Las Alabanzas Divinas fueron escritas originalmente en italiano por Luigi Felici en 1797 con el propósito de hacer reparación después de decir o escuchar sacrilegio o blasfemia. Las alabanzas fueron ampliadas más tarde por el papa Pío VII en 1801 y, finalmente, llegaron a ser una recitación después de la Bendición, por lo general con el sacerdote diciendo cada línea, que luego es repetida por la feligresía.

## Texto de la oración
| Latín                                                      | Español                                                 |
| ---------------------------------------------------------- | ------------------------------------------------------- |
| Benedictus Deus.                                           | Bendito sea Dios                                        |
| Benedictum Nomen Sanctum eius.                             | Bendito sea su santonombre.                             |
| Benedictus Iesus Christus, verus Deus et verus homo.       | Bendito sea Jesucristo, Dios y Hombre verdadero.        |
| Benedictum Nomen Iesu.                                     | Bendito sea el nombre de Jesús                          |
| Benedictum Cor eius sacratissimum.                         | Bendito sea su sacratísimo corazón.                     |
| Benedictus Sanguis eius pretiosissimus.                    | Bendita sea su preciosísima sangre.                     |
| Benedictus Iesus in sanctissimo altaris Sacramento.        | Bendito sea Jesús en el Santísimo Sacramento del altar. |
| Benedictus Sanctus Spiritus, Paraclitus.                   | Bendito sea el Espíritu Santo, Paráclito.               |
| Benedicta excelsa Mater Dei, Maria sanctissima.            | Bendita sea la Madre de Jesús, María santísima          |
| Benedicta sancta eius et immaculata Conceptio.             | Bendita sea su santa e Inmaculada Concepción            |
| Benedicta eius gloriosa Assumptio.                         | Bendita sea su gloriosa Asunción.                       |
| Benedictum nomen Mariae, Virginis et Matris.               | Bendito sea el nombre de María, Virgen y Madre          |
| Benedictus sanctus Ioseph, eius castissimus Sponsus.       | Bendito sea san José, su castísimo esposo               |
| Benedictus Deus in Angelis suis, et in Sanctis suis. Amen. | Bendito sea Dios en sus ángeles y sus santos. Amén.     |